# Replay Gain
Replay Gain is een norm bedacht door David Robinson in 2001 om de waargenomen luidheid van de computeraudioformaten te normaliseren, zoals MP3-en Ogg Vorbis. Het werkt op een 'track' of 'album' basis, en wordt ondersteund in een groeiend aantal mediaspelers, waaronder Audacious. Hoewel de standaard formeel bekendstaat als "Replay Gain", wordt "ReplayGain" ook wel gebruikt. Soms wordt het afgekort tot "RG".

## Theorie
Replay Gain werkt door het uitvoeren van een psychoakoestische analyse van een volledige audiotrack. Dit is een scan over de audiotrack waarbij de waargenomen luidheid gemeten wordt. Het verschil tussen de gemeten waargenomen luidheid en de gewenste geluidssterkte wordt berekend en beschouwd als de ideale Replay Gain-waarde. De meeste softwarebedrijven die gebruikmaken van Replay Gain gaan uit van 89 dB SPL - 6 dB hoger dan de Replay Gain specificatie en SMPTE-aanbeveling. Meestal worden de winstwaarde en de piekwaarde vervolgens opgeslagen als metadata in het audiobestand, zodat audiospelers die Replay Gain ondersteunen in staat zijn om de audiotrack automatisch te verzachten of het signaal versterken. De audiotracks spelen zo op een vergelijkbare geluidssterkte. Dit voorkomt het probleem van het handmatig moeten aanpassen van het volume tijdens het afspelen van audiotracks. Indien de audio op haar oorspronkelijke niveau terug moet worden gezet (bijvoorbeeld voor het branden als cd met de originele geluidsniveaus), kan de metadata worden genegeerd.
Een ander voordeel van Replay Gain is dat de piekinformatie ook kan worden gebruikt om te voorkomen dat luide audiotracks (zowel gecomprimeerd als ongecomprimeerd/lossless) gaan clippen.